# Pavel Krtek
Pavel Krtek (* 21. května 1970) je český manažer, od listopadu 2014 do září 2018 generální ředitel a předseda představenstva Českých drah.

## Život
V roce 1994 vystudoval francouzskou státní technickou univerzitu École Centrale Paris (a to jako první Čech od roku 1969). Po roce povinné základní vojenské služby začal pracovní kariéru u globálního výrobce cementu u společnosti Lafarge Cement.
Následně devět let působil v rafinérsko-petrochemické skupině Unipetrol, z toho byl šest let členem představenstva firmy. U Unipetrolu byl nejdříve tři roky jako šéf finančního controllingu na centrále firmy, pak dva roky jako finanční ředitel divize železniční dopravy Unipetrol Doprava v Litvínově, dále dva roky na centrále v Praze a nakonec dva roky jako finanční ředitel rafinerie Paramo v Pardubicích.
Později se uplatnil v prostředí investičních fondů.
S účinností od 21. února 2014 byl zvolen členem představenstva Českých drah s odpovědností za ekonomiku a finance. Po odvolání předsedy představenstva Daniela Kurucze dne 10. listopadu 2014 byl do této funkce dozorčí radou Českých drah zvolen právě Pavel Krtek.
Za jeho působení v čele národního dopravce se podařilo společnost finančně stabilizovat, dosáhnout zvýšení ratingu Moody’s na stupeň Baa2 a úspěšně refinancovat starší dluhopisy. Pod vedením Pavla Krtka byl také dokončen dlouho připravovaný prodej železničních stanic na státní organizaci Správa železniční dopravní cesty.
Pavel Krtek je velmi aktivní v mezinárodních organizacích sdružujících železniční dopravce a 24. 9. 2015 byl na zasedání Valného shromáždění Společenství evropských železnic (CER) v norském Oslu jmenován členem vedení této organizace (CER Management Committee). Společenství evropských železnic CER je nejsilnějším představitelem železniční lobby v Bruselu. Byla založena v roce 1988 původně 12 železničními podniky, dnes se její řady rozrostly na více než 70 členů – železničních firem (národních dopravců i privátních železnic), manažerů infrastruktury, asociací apod.
Dne 11. září 2018 byl dozorčí radou Českých drah odvolán z postu předsedy představenstva a jeho nástupcem byl zvolen Miroslav Kupec. Následně byl Krtek jmenován místopředsedou představenstva. O tři dny později však oznámil, že z vedení Českých drah zcela odchází.